# Glockentierchen
Die Glockentierchen (Vorticellidae) sind eine Familie einzelliger Organismen innerhalb der Wimpertierchen (Ciliophora). 

## Merkmale
Der glockenförmige Zellkörper wird mit dem langen Stiel an einem geeigneten Untergrund befestigt. Sie kommen einzeln oder in Kolonien vor.
Ausgestreckt sind sie bis über 0,1 Millimeter lang. Ihren Stiel können sie zu einer Spirale zusammenziehen. 

## Lebensweise
Glockentierchen leben im Süßwasser. Auch wenn dieses verschmutzt ist, trifft man sie dort zahlreich an. Meistens sitzen sie einer Wasserpflanze auf, doch können sie auch die Körper von kleinen und größeren Wassertieren besiedeln.
Glockentierchen ernähren sich hauptsächlich von Bakterien, die sie mit Hilfe eines Wimpernkranzes herbeistrudeln und aufnehmen. Mitunter lösen sie sich vom Untergrund und schwimmen mit rhythmisch schlagenden Zilien (Wimpern) frei umher, um sich bald wieder an einer geeigneten Stelle festzusetzen. 
| |
| Glockentierchen beim Zusammenziehen und Strecken. Links Vorticella campanula, rechts das „Maiglöckchen“ (Vorticella convallaria). Für Vergrößerung bitte auf das Bild klicken. |

## Systematik

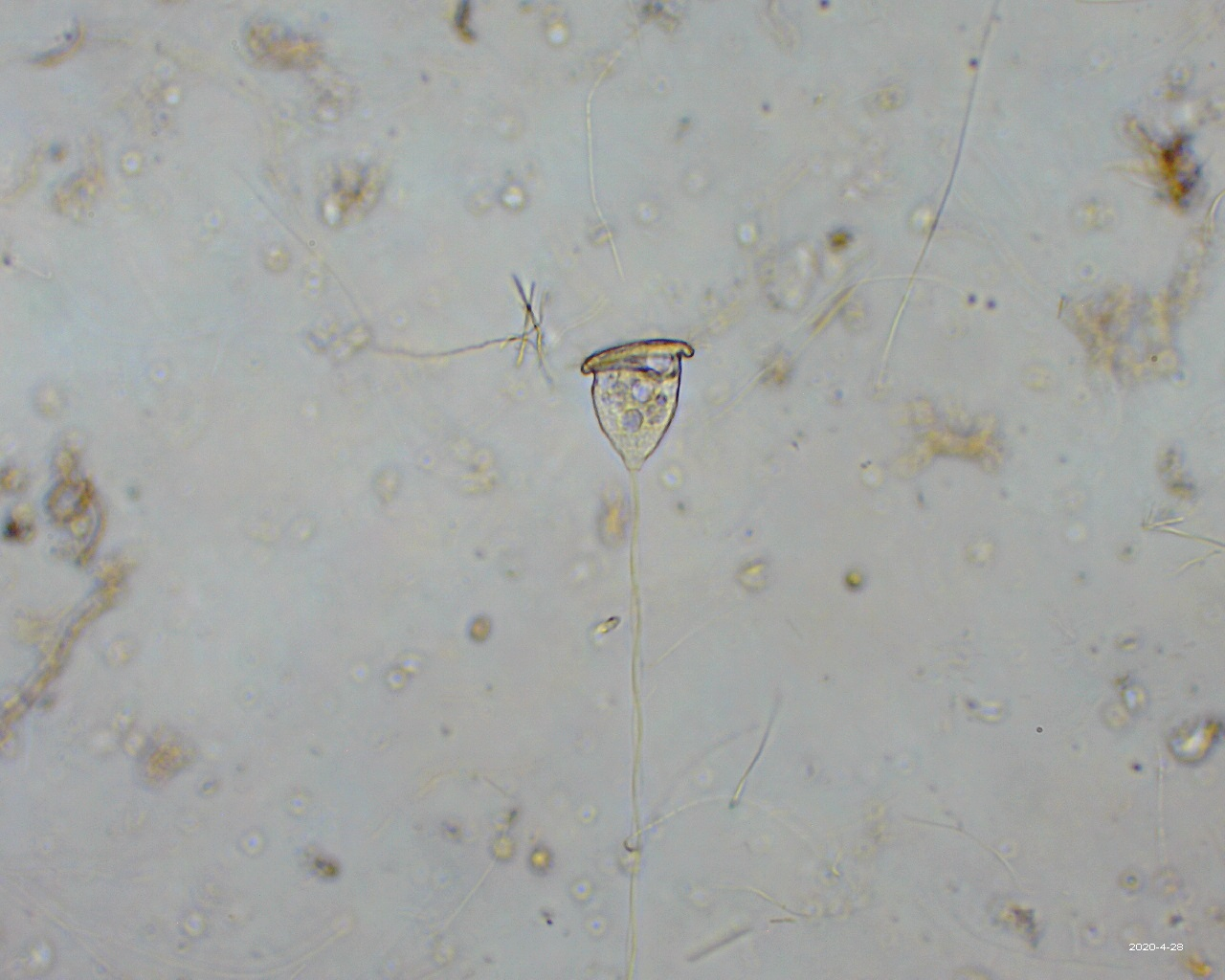
Lichtmikroskopische Aufnahme eines Glockentierchens auf einer Objektträgerkultur

Zu den solitär lebenden Gattungen gehört Vorticella. Eine koloniebildende Gattung ist Carchesium.